# Franz-Josef Holzenkamp

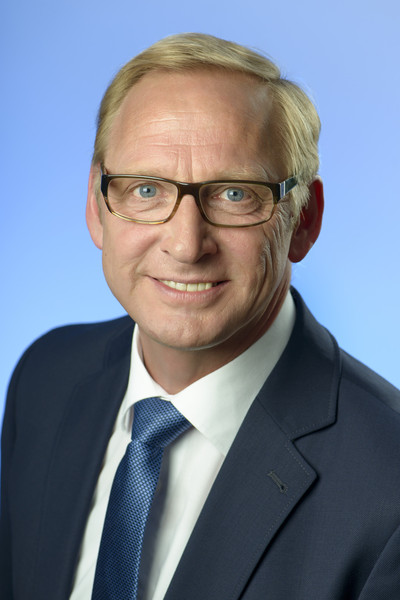
Franz-Josef Holzenkamp (2013)

Franz-Josef Holzenkamp (* 8. Januar 1960 in Altenoythe) ist ein deutscher Politiker (CDU). Er war von 2005 bis 2017 Mitglied des Deutschen Bundestages und ist seit Juli 2017 Präsident des Deutschen Raiffeisenverbandes. Am 31. Oktober 2019 wurde er zudem zum Präsidenten des Deutschen Genossenschafts- und Raiffeisenverbandes (DGRV) gewählt.

## Leben und Beruf
Nach der Mittleren Reife machte Holzenkamp eine Ausbildung zum Industriekaufmann bei der Firma Siemens in Friesoythe, die er 1980 abschloss. Anschließend besuchte er das Wirtschaftsgymnasium Cloppenburg und legte hier 1983 das Abitur ab. Danach absolvierte er eine Ausbildung zum Landwirtschaftsmeister und ist seitdem selbständiger Landwirt.
Holzenkamp war von 1993 bis 2006 Vorsitzender des Kreisverbandes Cloppenburg und von 2002 bis 2013 Vizepräsident des Niedersächsischen Landvolks. Seit Juli 2017 ist er Präsident des Deutschen Raiffeisenverbandes. Am 5. November 2021 wurde er von den Präsidiumsmitgliedern für eine weitere Amtszeit bis 2026 wiedergewählt. 
Franz-Josef Holzenkamp ist seit 1984 verheiratet und hat vier Kinder.

## Partei
Holzenkamp trat 1996 in die CDU ein. Seit Juli 2008 ist er Vorsitzender des CDU-Kreisverbandes Cloppenburg. Am 25. April 2009 wählte ihn der Landesparteitag Oldenburg zum Landesvorsitzenden des CDU-Landesverbandes Oldenburg.

## Abgeordneter
Von 2005 bis 2017 war Franz-Josef Holzenkamp Mitglied des Deutschen Bundestages. Er zog stets als direkt gewählter Abgeordneter des Wahlkreises Cloppenburg – Vechta in den Bundestag ein.
Bei der Bundestagswahl 2009 erreichte er 62,3 % der Erststimmen und war seit dem Ausscheiden Karl-Theodor zu Guttenbergs aus dem Bundestag der Abgeordnete mit dem höchsten Erststimmenergebnis. Bei der Bundestagswahl 2013 wurde er mit 66,3 % wieder mit dem bundesweit besten Erststimmenergebnis in den Bundestag gewählt. Holzenkamp war ordentliches Mitglied im Bundestagsausschuss Ernährung und Landwirtschaft.
Er war Vorsitzender der Arbeitsgruppe Ernährung und Landwirtschaft der CDU/CSU-Bundestagsfraktion.
Holzenkamp ist Aufsichtsratsvorsitzender bei der AGRAVIS Raiffeisen AG und Mitglied in verschiedenen Gremien des LVM.
Am 29. September 2016 teilte Holzenkamp mit, dass er aus gesundheitlichen Gründen bei der nächsten Bundestagswahl nicht wieder kandidieren werde.

## PETA-Anzeige gegen Holzenkamp
im Oktober 2016 veröffentlichte die Tierschutzorganisation PETA Filmaufnahmen aus Schweine-Ställen der Landwirtschaftsfunktionäre und CDU-Politiker Holzenkamp, Josef Rief und Johannes Röring, bzw. an Ställen, an denen diese beteiligt waren. Die Aufnahmen zeigten Schweine mit riesigen Nabelbrüchen und blutig gebissene Schwanzstummeln. Andere Schweine husteten, humpelten oder kamen kaum mehr hoch. In den Gängen lagen tote und verwesende Schweine. Gegen alle drei stellte PETA Strafanzeige wegen Verstoßes gegen das Tierschutzgesetz. Holzenkamp räumte 2016 Probleme in seinem Stall ein, da er Gelenkentzündungen oder Schwanzbeißen nicht gänzlich verhindern könne. Vorher hatte schon Animal Rights Watch die Zustände in Holzenkamps Stall angeprangert. Der zuständige Landkreis hatte bereits Ende September 2016 den Stall von Holzenkamp kontrolliert. Die Kreismitarbeiter bewerteten den Zustand des Stalls als "allgemein gut", aber forderten schriftlich einige Verbesserungen.

## Mögliche Interessenkonflikte
Bei der Diskussion um eine neue Düngeverordnung zur Eindämmung der Nitratbelastung des Grundwassers durch übermäßige Gülleverwendung soll Franz-Josef Holzenkamp in den Ausschussdiskussionen in den Jahren 2016 und 2017 sich strikt gegen eine Verschärfung der von Wissenschaftlern empfohlenen Grenzwerte ausgesprochen haben. Zur gleichen Zeit war Holzenkamp Vorsitzender im Aufsichtsrat der Agravis AG (auch derzeit noch, 2021), einem der größten Händler von Agrargütern in Deutschland, u. a. auch von Düngemitteln. Sein dortiges monatliches Gehalt soll während des Verhandlungszeitraums der Gülleverordnung am 1. Juni 2016 von € 7.000 auf € 15.000 angehoben worden sein. Holzenkamp, nach diesen Zahlen befragt, antwortete, er könne sie „nicht nachvollziehen“.